# Chinasat 10
Chinasat 10 (ZX 10, SinoSat 5) ist ein kommerzieller chinesischer Kommunikationssatellit.
Er wurde am 20. Juni 2011 um 16:13 Uhr UTC mit einer Trägerrakete des Typs Langer Marsch 3B vom Startgelände Xichang in der südwestchinesischen Provinz Sichuan in eine geostationäre Umlaufbahn gebracht. Rund 26 Minuten nach dem Start wurde Chinasat 10 von der letzten Raketenstufe abgetrennt und in einen supersynchronen Transferorbit mit einer Inklination von rund 26,3° gebracht.
Er soll von der Position 110,5° Ost für die China Direct Broadcast Satellite Corporation (CHINA DBSAT) bzw. China Satcom als Ersatz für den am 18. Juli 1998 ins All gebrachten Chinasat 5B (SinoSat 1) dienen und von dort aus mit C- und Ku-Band-Transpondern Nutzer im asiatischen und pazifischen Raum mit Telekommunikationsdienstleistungen versorgen. Die Transponder wurden von Thales Alenia Space geliefert. Der von der Chinesischen Akademie für Weltraumtechnologie (CAST), ein Unternehmensbereich der China Aerospace Science and Technology Corporation (CASC), gebaute Satellit basiert auf dem chinesischen Satellitenbus DFH-4. Seine Startmasse beträgt etwa 5.100 Kilogramm und seine geplante Lebensdauer liegt nach Angaben der Nachrichtenagentur Xinhua bei 13,5 Jahren.